# Striatolamia
Genre
Striatolamia est un genre fossile de requins de la famille des Odontaspididae

## Classifciation
Le genre Striatolamia est décrit en 1964 par le paléontologue et ichtyologiste russe Leonid Sergeevich Glikman (1929-2000).
Selon Paleobiology Database en 2023 ce genre est attesté du début du Campanien à la fin du Miocène (de -83,6 à -10,3 millions d’années).

## Liste d'espèces
- Striatolamia macrota (Agassiz 1843)[1],.[2]

- Striatolamia whitei (Arambourg, 1952)